# 한국의 애니메이션 산업
한국 애니메이션 산업은 국내 뿐만 아니라 다른 나라 기업의 캐릭터를 제작하고, 창작물을 전 세계에 수출하며, 수십억 달러를 창출하는 산업이 되었다.

## 어원
'aeni'라는 단어는 한글로 쓰여진 영어 단어 "애니메이션"에서 유래했는데, 이는 일본어의 "애니메이션"과 유사하다. 에이니메이슨은 에이니는 애니로 단축되었다. 그러나 aeni는 일반적으로 한국 애니메이션을 지칭할 수도 있지만, 구어적 용어로 일본 애니메이션을 가리킨다. 일본 애니메이션과 구별하기 위해 한국 애니메이션은 종종 '한국 애니'로 불린다.

## 역사
한국 애니메이션 산업은 2000년대 내내 위기의 시기에 있었다. 하지만 서구가 공장형 도면을 주면 그에 따라 만들기만 했던 산업이라는 현실에 대한 우울감이 가라앉기 시작했다. 이는 1990년대에 한국 스튜디오가 주로 미국 OEM으로부터 이익을 대부분 얻었던 산업계의 폭발적인 성장기였다.
많은 면에서 2011년은 한국 애니메이션의 밝은 전환기를 맞이한 해였으며, 국내에서 제작된 애니메이션 장편영화가 이전과 같이 재정적인 실패에 직면하지 않고 마침내 한국에서 흥행 성공을 거두게 되었다. 해외 수출 시장에 관한 한, 러프 드래프트 코리아(RDK)와 같은 회사들은 16년 동안 45개 이상의 인기 있는 서양 만화 제목에 대해 수작업 하는 것을 보아온 새로운 계약을 계속 체결했다.
한국 애니메이션은 2011년 시리즈 뽀로로와 오리가미 워리어스의 성공으로 동아시아에서 큰 인기를 끌며 한국 애니메이션을 더 많이 발굴하고자 하는 팬들을 남겼다. 이러한 성공은 부분적으로 한국 애니메이션 기법을 완성하고, 금융 수익률이 새로운 애니메이션 제품에 재투자된 데 기인한다.

일부 한국 애니메이터들은 여전히 호황을 누리고 있는 한국 게임산업이 애니메이션 산업의 인재풀을 고갈시키고 있다고 비난하고 있지만, 2011년 한국에서 한국 애니메이션 영화 '마당을 나온 암탉'의 흥행 성공은 새로운 세대를 고무시키고 있다.

## 애니메이션 산업
한국 애니메이션 스튜디오의 계약은 협업/미성공 계약부터 작품 대부분에 이르기까지 다양하다. 한국 애니메이션 산업은 100개가 넘는 애니메이션 스튜디오가 있어 역동적이라고 볼 수 있다. 서양의 스튜디오와 계약하는 곳이 대부분 국내 기업이지만 일부 작품은 북한에도 하청되는 것으로 알려졌다.

### 공공 장소에 있는 한국 애니메이션 캐릭터
- 라바 지하철은 라바 캐릭터를 기반으로 한 지하철이었다. 2014년 11월부터 2015년 5월까지 2호선에서 운행했다. 서울시와 메트로 측은 지하철 개통 40주년을 기념해 시민들에게 새로운 경험을 주고 싶었다고 설명했다.[5]
- 타요버스는 서울시와 버스운송사업조합, 그리고 타요를 대중교통의 날을 맞아 리틀버스로 만든 애니메이션 회사가 주관했다. 서울시는 2014년 리틀버스 타요의 캐릭터로 디자인된 버스를 위탁해 서울 광화문광장 일대를 돌았다.[6]

- 2014년 롯데월드2호텔 내 광장인 월드파크에 라르바와 리틀펭귄 뽀로로 동상이 설치됐다. 그것들은 시민들과 관광객들로부터 호평을 받았다.[7]

## 시장
2010년 한국콘텐츠진흥원에 따르면 국내 캐릭터 시장 점유율은 약 28%, 나머지 72%는 일본, 미국 등 외국 캐릭터에 대한 것이었다. 2012년 전문가들은 조만간 전체 시장 규모가 10조 원(2018년 7월 약 90억 달러)까지 성장할 것으로 전망했다. 2014년 국내 캐릭터 시장 점유율은 40%까지 치솟았고 2013년 가치는 8조 원에 달했다.

### 국제시장에서의 한국 캐릭터
한국 국내 캐릭터가 등장하기 전까지만 해도 인기를 누린 캐릭터는 대부분 미국과 일본 출신이었다. 그러나 산업이 성숙하고 규모가 커지면서 국내 캐릭터는 국내뿐만 아니라 국제적으로도 선호를 받았다.